# Azahriah
Azahriah, pseudonimo di Attila Baukó (Budapest, 28 gennaio 2002), è un cantante e youtuber ungherese.

## Biografia
Fattosi conoscere per mezzo del suo canale YouTube, ha pubblicato il suo primo album in studio I'm Worse nel 2020; il suo primo successo commerciale non è però arrivato prima della fine di gennaio 2021, mese in cui ha conseguito il suo primo ingresso nella Stream Top 40 slágerlista con Rét, una collaborazione con Desh, in 7ª posizione.
Il suo secondo disco, messo in commercio qualche mese più tardi, ha prodotto gli estratti 4K Love e Aight, collocatisi rispettivamente al 36º e 22º posto della graduatoria nazionale. I singoli Mind1 e El Barto, invece, hanno entrambi raggiunto la top ten della classifica ungherese; il primo di essi è divenuto il principale successo del cantante, trascorrendo tre mesi non consecutivi in testa alla hit parade della Magyar Hangfelvétel-kiadók Szövetsége e confermandosi la hit numero uno dell'intero 2021.
Ha successivamente preso parte all'evento World Stage organizzato da MTV presso la Piazza degli Eroi della capitale ungherese, mentre il 14 novembre seguente ha ricevuto l'MTV Europe Music Award al miglior artista ungherese nella László Papp Budapest Sports Arena. Ai Fonogram Awards, il principale riconoscimento musicale dell'Ungheria, è stato candidato per due premi.
L'LP A ló túloldalán (2022), in collaborazione con Desh, ha collocato tutte le dodici tracce all'interno della top twenty nazionale in seguito alla sua divulgazione ed è stato certificato quindici volte platino. Memento (2023), il suo terzo disco da solista, si è fermato in vetta all'Album Top 40 slágerlista ed è stato quello più popolare dell'anno.
Nel maggio 2024 è stato il primo ungherese a riempire la Puskás Aréna per tre serate di fila. Azahriah è stato l'artista col maggior numero di titoli (27) nella lista dei 100 brani più consumati dell'intero anno in patria, un ex aequo con Desh.

## Discografia

### Album in studio
- 2020 – I'm Worse
- 2021 – Camouflage
- 2022 – A ló túloldalán (con Desh)
- 2023 – Memento
- 2024 – Skatulya I

### Album dal vivo
- 2023 – Papp László Aréna Live
- 2025 – Puskás Aréna Live (2024)

### EP
- 2022 – SuperSize
- 2022 – Silbak
- 2023 – Tripq (con Desh)

### Singoli
- 2019 – Blind (con Hundred Sins)
- 2019 – Oye (con Hundred Sins)
- 2020 – Comical Tragedy (con Hundred Sins)
- 2020 – Lonely (con Hundred Sins)
- 2020 – Nevettale (feat. Vitó Zsombor & Tíkéj)
- 2020 – Rét (con Desh)
- 2021 – 4K Love
- 2021 – Aight
- 2021 – Mind1 (con Desh)
- 2021 – El Barto (con Desh)
- 2022 – Hol talállak ébren (con Nágy & Betti)
- 2022 – Tevagyazalány (con Desh)
- 2022 – Pullup (con Desh)
- 2022 – Várnék (con Dzsúdló)
- 2023 – Introvertált dal
- 2023 – Szosziazi
- 2023 – Heaven (con gli Stadiumx e Sam Martin)
- 2023 – Valami amerikai
- 2024 – Mariana-árok
- 2024 – Cipoe
- 2024 – Don't Turn the Bass Down (con L'Entourloop)
- 2024 – Bakpakk (con Desh e Young Fly)
- 2025 – Zha maj dur (con L.L. Junior)
- 2025 – Don't Be Afraid (con Blanks)
- 2025 – Gin tonic (con L.L. Junior)